# Nowe Lignowy
Nowe Lignowy (niem. Neu Liebenau) – dawna wieś w Polsce położona na terenie obecnego w województwie pomorskim, w powiecie kwidzyńskim, w gminie Kwidzyn.
Nowe Lignowy były wsią położoną wzdłuż Wisły między dawnymi wsiami Janowo a Pólko Małe, jej zabudowania istnieją nadal i należą do Janowa.
Nazwa nie występuje w systemie TERYT, ani w zestawieniu nazw PRNG.
W latach 1975–1998 miejscowość należała administracyjnie do województwa elbląskiego.

## Historia
Pod koniec XIX w. mieściła się tutaj szkoła. W 1905 miejscowość zamieszkiwały 73 osoby, w 1910 - 80, a w 1921 - 90.
Od 7 lipca 1919 do stycznia 1920 miejscowość wchodziła w skład tzw. Republiki Gniewskiej. 11 lipca 1920 roku w plebiscycie na Powiślu 58 procent miejscowej ludności opowiedziało się za Polską. W efekcie, na podstawie decyzji Rady Ambasadorów z 12 sierpnia 1920, od 16 sierpnia 1920 Nowe Lignowy z kilkoma pobliskimi miejscowościami (Janowo, Pólko Małe, Bursztych, Kramrowo) stanowiło enklawę polską na wschodnim brzegu Wisły (potocznie nazywaną Małą Polską). W przededniu wojny Nowe Lignowy zamieszkiwało 110 osób. W 1944 znajdowały się w gminie Janowo w powiecie kwidzyńskim.